# Rafał Malczewski (żużlowiec)
Rafał Malczewski (ur. 27 lutego 1994 w Częstochowie) – polski żużlowiec.

## Starty w lidze polskiej
| Rok  | Liga       | Zespół              | M | B  | I | II | III | IV | D | U | W | Pkt  | Bon | Raz  | Śr/B  |
| ---- | ---------- | ------------------- | - | -- | - | -- | --- | -- | - | - | - | ---- | --- | ---- | ----- |
| 2011 | II liga    | Kraków              | 1 | 3  | – | –  | 1   | 2  | – | – | – | 1,0  | 1   | 2,0  | 0,667 |
| 2012 | Ekstraliga | Częstochowa         | 4 | 13 | – | –  | 4   | 6  | 2 | – | 1 | 4,0  | –   | 4,0  | 0,308 |
| 2013 | Ekstraliga | Częstochowa         | 3 | 9  | – | –  | 3   | 6  | – | – | – | 3,0  | 1   | 4,0  | 0,444 |
| 2013 | II liga    | Opole               | 3 | 10 | 1 | 5  | 1   | 1  | 2 | – | – | 14,0 | 1   | 15,0 | 1,500 |
| 2014 | Ekstraliga | Częstochowa         | 8 | 24 | 2 | 1  | 6   | 12 | 1 | – | 2 | 14,0 | 1   | 15,0 | 0,625 |
| 2015 | I liga     | Ostrów Wielkopolski | 6 | 19 | 2 | 5  | 7   | 4  | 1 | – | – | 23,0 | 5   | 28,0 | 1,474 |